# Bonapartesaurus
Bonapartesaurus – wymarły rodzaj dinozaura, ornitopoda z rodziny hadrozaurów.
Pozostałości dinozaura znaleziono w Argentynie, w północno-środkowej części prowincji Río Negro, 8 km na wschód od Salitral Moreno, pośród klifów, w skałach być może należących do formacji Allen wchodzącej w skład grupy Malargue, datowanych na późny kampan-wczesny mastrycht. Okazało się, że należą do dinozaura ptasiomiedniczego, ornitopoda z rodziny Hadrosauridae, stanowiącej najbardziej powszechnie spotykaną grupę ornitopodów w kredzie późnej. Wcześniej w Argentynie znajdywano już skamieniałości zwierząt tej grupy, wśród których wymienić można Secernosaurus, kritozaura, Willinakaqe, czy Lapampasaurus. Od poprzednio znajdywanych odróżniały się szczegółami budowy wyrostków kolczystych kręgów krzyżowych i wyrostka przedpanewkowego, nadpanewkowego i zapanewkowego, jak i talerza kości biodrowej, budową grzebienia knemialnego na piszczeli oraz połączenia stawowego kości skokowej. Zbadane szczątki pozwoliły zaklasyfikować znalezisko do podrodziny Hadrosaurinae, a dokładniejsza ich analiza do plemienia Saurolophini. Rodzajowi nadano nazwę naukową Bonapartesaurus, upamiętniając w ten sposób argentyńskiego paleontologa Jose Bonaparte. W obrębie rodzaju umieszczono gatunek Bonapartesaurus rionegrensis. Nadany mu epitet gatunkowy odwołuje się miejsca znalezienia skamieniałości.